# Észtország a 2012. évi nyári olimpiai játékokon
Észtország a nagy-britanniai Londonban megrendezett 2012. évi nyári olimpiai játékok egyik részt vevő nemzete volt. Az országot az olimpián 11 sportágban 32 sportoló képviselte, akik összesen 2 érmet szereztek.

## Érmesek
| Érem  | Versenyző   | Sportág  | Versenyszám               |
| ----- | ----------- | -------- | ------------------------- |
| Ezüst | Heiki Nabi  | Birkózás | Férfi kötöttfogás, 120 kg |
| Bronz | Gerd Kanter | Atlétika | Férfi diszkoszvetés       |

## Atlétika
Férfi
| Versenyző   | Versenyszám | Selejtező | Selejtező | Selejtező | Előfutam | Előfutam | Előfutam | Elődöntő | Elődöntő | Elődöntő | Döntő   | Döntő    |
| Versenyző   | Versenyszám | Idő       | Hely.     | Össz.     | Idő      | Hely.    | Össz.    | Idő      | Hely.    | Össz.    | Idő     | Helyezés |
| ----------- | ----------- | --------- | --------- | --------- | -------- | -------- | -------- | -------- | -------- | -------- | ------- | -------- |
| Marek Niit  | 100 m       | kiemelt   | kiemelt   | kiemelt   | 10,40    | 7.       | 41.      | kiesett  | kiesett  | kiesett  | kiesett | kiesett  |
| Marek Niit  | 200 m       |           |           |           | 20,82    | 6.       | 38.      | kiesett  | kiesett  | kiesett  | kiesett | kiesett  |
| Rasmus Mägi | 400 m gát   |           |           |           | 50,05    | 5.       | 27.      | kiesett  | kiesett  | kiesett  | kiesett | kiesett  |

| Versenyző          | Versenyszám   | Selejtező | Selejtező | Döntő    | Döntő    |
| Versenyző          | Versenyszám   | Eredmény  | Helyezés  | Eredmény | Helyezés |
| ------------------ | ------------- | --------- | --------- | -------- | -------- |
| Raigo Toompuu      | Súlylökés     | 18,91 m   | 30.       | kiesett  | kiesett  |
| Gerd Kanter        | Diszkoszvetés | 66,39 m   | 1.        | 68,03 m  |          |
| Märt Israel        | Diszkoszvetés | 60,34 m   | 25.       | kiesett  | kiesett  |
| Aleksander Tammert | Diszkoszvetés | 60,20 m   | 27.       | kiesett  | kiesett  |
| Risto Mätas        | Gerelyhajítás | 78,56 m   | 21.       | kiesett  | kiesett  |

Női
| Versenyző    | Versenyszám | Eredmény | Helyezés |
| ------------ | ----------- | -------- | -------- |
| Evelin Talts | Maraton     | 2:54:15  | 103.     |

| Versenyző        | Versenyszám | Selejtező | Selejtező | Döntő    | Döntő    |
| Versenyző        | Versenyszám | Eredmény  | Helyezés  | Eredmény | Helyezés |
| ---------------- | ----------- | --------- | --------- | -------- | -------- |
| Anna Iljuštšenko | Magasugrás  | 190 cm    | 15.*      | kiesett  | kiesett  |

| Versenyző    | Versenyszám | 100 m gát | 100 m gát | Magasugrás | Magasugrás | Súlylökés | Súlylökés | 200 m | 200 m | Távolugrás | Távolugrás | Gerelyhajítás | Gerelyhajítás | 800 m   | 800 m | Végeredmény | Végeredmény |
| Versenyző    | Versenyszám | Idő       | Pont      | Eredmény   | Pont       | Eredmény  | Pont      | Idő   | Pont  | Eredmény   | Pont       | Eredmény      | Pont          | Idő     | Pont  | Pont        | Helyezés    |
| ------------ | ----------- | --------- | --------- | ---------- | ---------- | --------- | --------- | ----- | ----- | ---------- | ---------- | ------------- | ------------- | ------- | ----- | ----------- | ----------- |
| Grit Šadeiko | Hétpróba    | 13,50     | 1050      | 174 cm     | 903        | 12,43 m   | 690       | 24,25 | 957   | 611 cm     | 883        | 44,12 m       | 747           | 2:23,01 | 783   | 6013        | 23.         |

* - egy másik versenyzővel azonos eredményt ért el

## Birkózás

### Férfi
Kötöttfogású
| Versenyző    | Versenyszám | Selejtező                        | Nyolcaddöntő                                | Negyeddöntő                   | Elődöntő                          | Vigaszág első kör | Vigaszág elődöntő | Bronz- mérkőzés   | Döntő                         | Helyezés |
| Versenyző    | Versenyszám | Ellenfél Eredmény                | Ellenfél Eredmény                           | Ellenfél Eredmény             | Ellenfél Eredmény                 | Ellenfél Eredmény | Ellenfél Eredmény | Ellenfél Eredmény | Ellenfél Eredmény             | Helyezés |
| ------------ | ----------- | -------------------------------- | ------------------------------------------- | ----------------------------- | --------------------------------- | ----------------- | ----------------- | ----------------- | ----------------------------- | -------- |
| Ardo Arusaar | 96 kg       | Erwin Caraballo (VEN) · 3–0, 2–0 | Cimafej Dzejnyicsenka (BLR) · 1–0, 0–1, 0–1 | kiesett                       | kiesett                           |                   |                   |                   |                               | 8.       |
| Heiki Nabi   | 120 kg      | erőnyerő                         | Ioszeb Csugosvili (BLR) · 0–1, 1–0, 3–0     | Lukasz Banak (POL) · 1–0, 1–0 | Johan Eurén (SWE) · 0–1, 1–0, 1–0 |                   |                   |                   | Mijaín López (CUB) · 0–2, 0–1 |          |

## Cselgáncs
Férfi
| Versenyző    | Versenyszám | Selejtező                           | 32-es főtábla     | Nyolcaddöntő      | Negyeddöntő       | Elődöntő          | Vigaszág elődöntő | Bronz- mérkőzés   | Döntő             | Helyezés |
| Versenyző    | Versenyszám | Ellenfél Eredmény                   | Ellenfél Eredmény | Ellenfél Eredmény | Ellenfél Eredmény | Ellenfél Eredmény | Ellenfél Eredmény | Ellenfél Eredmény | Ellenfél Eredmény | Helyezés |
| ------------ | ----------- | ----------------------------------- | ----------------- | ----------------- | ----------------- | ----------------- | ----------------- | ----------------- | ----------------- | -------- |
| Martin Padar | Nehézsúly   | Oscar Brayson (CUB) · 000(1)–100(0) | kiesett           | kiesett           | kiesett           | kiesett           |                   |                   |                   | 17.      |

## Evezés
Férfi
| Versenyző                                             | Versenyszám   | Előfutam | Előfutam | Vigaszág | Vigaszág | Elődöntő | Elődöntő | Elődöntő | Döntő   | Döntő   | Döntő   | Helyezés |
| Versenyző                                             | Versenyszám   | Idő      | Hely.    | Idő      | Hely.    | Típus    | Idő      | Hely.    | Típus   | Idő     | Hely.   | Helyezés |
| ----------------------------------------------------- | ------------- | -------- | -------- | -------- | -------- | -------- | -------- | -------- | ------- | ------- | ------- | -------- |
| Jüri-Mikk Udam Geir Suursild                          | Kétpárevezős  | 6:33,88  | 4.       | 6:38,50  | 4.       | kiesett  | kiesett  | kiesett  | kiesett | kiesett | kiesett | 13.      |
| Andrei Jämsä Allar Raja Tõnu Endrekson Kaspar Taimsoo | Négypárevezős | 5:42,87  | 2.       |          |          | A/B      | 6:07,85  | 2.       | A       | 5:46,96 | 4.      | 4.       |

## Íjászat
Női
| Versenyző    | Versenyszám | Selejtező | Selejtező | 64-es főtábla                        | 32-es főtábla     | Nyolcaddöntő      | Negyeddöntő       | Elődöntő          | Döntő             | Helyezés |
| Versenyző    | Versenyszám | Pont      | Kiemelt   | Ellenfél Eredmény                    | Ellenfél Eredmény | Ellenfél Eredmény | Ellenfél Eredmény | Ellenfél Eredmény | Ellenfél Eredmény | Helyezés |
| ------------ | ----------- | --------- | --------- | ------------------------------------ | ----------------- | ----------------- | ----------------- | ----------------- | ----------------- | -------- |
| Reena Pärnat | Egyéni      | 621       | 52.       | Alejandra Valencia (MEX) (13.) · 1–7 | kiesett           | kiesett           | kiesett           | kiesett           | kiesett           | 33.      |

## Kerékpározás

### Országúti kerékpározás
Férfi
| Versenyző   | Versenyszám   | Idő             | Helyezés |
| ----------- | ------------- | --------------- | -------- |
| Rene Mandri | Mezőnyverseny | 5:46:37 (+0:40) | 50.      |

Női
| Versenyző    | Versenyszám   | Idő             | Helyezés |
| ------------ | ------------- | --------------- | -------- |
| Grete Treier | Mezőnyverseny | 3:35:56 (+0:27) | 17.      |

## Sportlövészet
Női
| Versenyző       | Versenyszám           | Selejtező | Selejtező | Döntő   | Döntő    |
| Versenyző       | Versenyszám           | Pont      | Helyezés  | Pont    | Helyezés |
| --------------- | --------------------- | --------- | --------- | ------- | -------- |
| Anžela Voronova | Légpuska              | 391       | 42.       | kiesett | kiesett  |
| Anžela Voronova | Sportpuska, összetett | 576       | 31.       | kiesett | kiesett  |

## Tollaslabda
| Versenyző | Versenyszám | Csoportkör                                                                               | Csoportkör | Nyolcaddöntő      | Negyeddöntő       | Elődöntő          | Bronz- mérkőzés   | Döntő             | Helyezés |
| Versenyző | Versenyszám | Ellenfél Eredmény                                                                        | Hely.      | Ellenfél Eredmény | Ellenfél Eredmény | Ellenfél Eredmény | Ellenfél Eredmény | Ellenfél Eredmény | Helyezés |
| --------- | ----------- | ---------------------------------------------------------------------------------------- | ---------- | ----------------- | ----------------- | ----------------- | ----------------- | ----------------- | -------- |
| Raul Must | Férfi egyes | B csoport · Michael Lahnsteiner (AUT) · 21–14, 21–18 · Simon Santoso (INA) · 12–21, 8–21 | 2.         | kiesett           | kiesett           | kiesett           | kiesett           | kiesett           | 17.      |

## Úszás
Férfi
| Versenyző        | Versenyszám  | Előfutam | Előfutam | Előfutam | Elődöntő | Elődöntő | Elődöntő | Döntő   | Döntő    |
| Versenyző        | Versenyszám  | Idő      | Hely.    | Össz.    | Idő      | Hely.    | Össz.    | Idő     | Helyezés |
| ---------------- | ------------ | -------- | -------- | -------- | -------- | -------- | -------- | ------- | -------- |
| Martin Liivamägi | 100 m mell   | 1:01,57  | 5.       | 29.*     | kiesett  | kiesett  | kiesett  | kiesett | kiesett  |
| Martin Liivamägi | 200 m vegyes | 2:01,09  | 5.       | 25.      | kiesett  | kiesett  | kiesett  | kiesett | kiesett  |

Női
| Versenyző    | Versenyszám    | Előfutam | Előfutam | Előfutam | Elődöntő | Elődöntő | Elődöntő | Döntő   | Döntő    |
| Versenyző    | Versenyszám    | Idő      | Hely.    | Össz.    | Idő      | Hely.    | Össz.    | Idő     | Helyezés |
| ------------ | -------------- | -------- | -------- | -------- | -------- | -------- | -------- | ------- | -------- |
| Triin Aljand | 50 m gyors     | 25,33    | 6.       | 19.      | kiesett  | kiesett  | kiesett  | kiesett | kiesett  |
| Triin Aljand | 100 m pillangó | 1:00,43  | 5.       | 35.      | kiesett  | kiesett  | kiesett  | kiesett | kiesett  |

* - egy másik versenyzővel azonos eredményt ért el

## Vitorlázás
Férfi
| Versenyző         | Versenyszám     | Futam | Futam | Futam | Futam | Futam | Futam | Futam | Futam | Futam  | Futam | Futam   | Pontszám | Helyezés |
| Versenyző         | Versenyszám     | 1     | 2     | 3     | 4     | 5     | 6     | 7     | 8     | 9      | 10    | É       | Pontszám | Helyezés |
| ----------------- | --------------- | ----- | ----- | ----- | ----- | ----- | ----- | ----- | ----- | ------ | ----- | ------- | -------- | -------- |
| Johannes Ahun     | Szörfvitorlázás | 27    | 20    | 22    | 32*   | 31    | 14    | 22    | 28    | (39**) | 35    | kiesett | 270      | 30.      |
| Karl-Martin Rammo | Laser           | 7     | 18    | 3     | 21    | 8     | 12    | 30    | 31    | 18     | (39)  | kiesett | 187      | 18.      |
| Deniss Karpak     | Finn dingi      | (14)  | 9     | 11    | 11    | 11    | 1     | 7     | 13    | 11     | 11    | kiesett | 99       | 11.      |

Női
| Versenyző     | Versenyszám     | Futam | Futam | Futam | Futam | Futam | Futam | Futam | Futam | Futam | Futam | Futam   | Pontszám | Helyezés |
| Versenyző     | Versenyszám     | 1     | 2     | 3     | 4     | 5     | 6     | 7     | 8     | 9     | 10    | É       | Pontszám | Helyezés |
| ------------- | --------------- | ----- | ----- | ----- | ----- | ----- | ----- | ----- | ----- | ----- | ----- | ------- | -------- | -------- |
| Ingrid Puusta | Szörfvitorlázás | 15    | 20    | 6     | 15    | 14    | (21)  | 15    | 12    | 20    | 17    | kiesett | 155      | 15.      |
| Anna Pohlak   | Laser radial    | 27    | 39    | (41)  | 37    | 36    | 6     | 36    | 36    | 31    | 36    | kiesett | 325      | 35.      |

* - büntetés

** - nem ért célba

## Vívás
Férfi
| Versenyző          | Versenyszám       | Selejtező         | 32-es főtábla             | Nyolcaddöntő      | Negyeddöntő       | Elődöntő          | Bronz- mérkőzés   | Döntő             | Helyezés |
| Versenyző          | Versenyszám       | Ellenfél Eredmény | Ellenfél Eredmény         | Ellenfél Eredmény | Ellenfél Eredmény | Ellenfél Eredmény | Ellenfél Eredmény | Ellenfél Eredmény | Helyezés |
| ------------------ | ----------------- | ----------------- | ------------------------- | ----------------- | ----------------- | ----------------- | ----------------- | ----------------- | -------- |
| Nikolai Novosjolov | Párbajtőr, egyéni | erőnyerő          | Seth Kelsey (USA) · 11–15 | kiesett           | kiesett           | kiesett           | kiesett           | kiesett           | 17.      |